# Frehley's Comet
Frehley's Comet fue una banda de rock estadounidense formada en Nueva York por el exguitarrista de Kiss, Ace Frehley, activa entre 1984 y 1988.
Luego de dejar Kiss en 1982, Frehley forma Frehley's Comet en 1984 y lanzan su primer álbum homónimo en 1987 con gran éxito.
Tras un EP en directo ("Live + 1") producirían un segundo LP de estudio, "Second Sighting" de 1988, tras lo cual Frehley disolvería el grupo.

## Historia

### Comienzos
Después de dejar Kiss en 1982 (y ser reemplazado por Vinnie Vincent), el guitarrista Ace Frehley se retiró a su estudio llamado Ace In The Hole ubicado en Connecticut y se aisló del mundo exterior por un tiempo. Frehley decidió resurgir con una nueva banda ofreciendo algunas demos a los productores Eddie Kramer, Vini Poncia y Chris Kimsey, antiguos colaboradores de Kiss.

### Creación de Frehley's Comet
La nueva banda del histórico guitarrista se llamaba Frehley's Comet, y también incluía a su viejo amigo Anton Fig. El baterista sudafricano colaboró previamente con Ace en su álbum solista de Kiss de 1978 del mismo nombre Ace Frehley, además de tocar en el álbum de Kiss Dynasty , Unmasked . Además de Fig, Frehley reclutó al bajista John Regan, (excolaborador de artistas como Peter Frampton, John Waite, además de haber participado en sesiones para David Bowie, Rolling Stones y Billy Idol), El guitarrista neoyorquino Richie Scarlet y el tecladista Arthur Stead. Si bien Frehley había planeado trabajar con Eddie Kramer en la producción, posteriormente decidió tomar diferentes caminos musicales. Parte del material se hizo con Vini Poncia (productor de los álbumes Kiss Dynasty y Unmasked ) antes de grabar una selección de demos con el productor Chris Kimsey. No satisfecho con el resultado, Ace autoprodujo cuatro canciones más y cuatro más con Tony Bongiovi (primo de Jon Bon Jovi ) en Power Station Studios y luego volvió a colaborar con Eddie Kramer, a quien Frehley eligió para la producción del futuro debut.

## Frehley's Comet

### 1987
El grupo firmó un contrato con la emergente Megaforce Records de Johnny Z, que acababa de firmar un importante contrato de distribución con Atlantic Records. Poco antes de que comenzara la grabación, Richie Scarlet dejó la banda para ser reemplazado por el exmiembro de 707 Tod Howarth, quien recientemente había tocado música de sesión para Ted Nugent. El debut homónimo de Frehley's Comet, lanzado en 1987 para Megaforce, pronto ganó el oro en los Estados. El género era un pop metal muy cercano a Kiss pero con un sonido más moderno y robusto. 
La pista "Calling To You" fue una versión reescrita de la pista 707 llamada "Megaforce". Después de hacer el álbum, el grupo perdió a Anton Fig. El baterista, tocó algunas fechas de gira para la banda, pero fue contactado para participar en el David Letterman Show en televisión, siendo reemplazado por Billy Ward. Fehley's Comet apoyó a Alice Cooper en su gira por los Estados Unidos a fines de 1987, después de que Billy Ward fuera reemplazado por Jamie Oldaker, exmiembro de la banda de Eric Clapton.

### 1988
En 1988, el miniálbum en vivo Live + 1 fue lanzado y compuesto por seis temas en vivo grabados en un concierto en Chicago (en el período con Anton Fig a la batería). Esto incluyó la pista "Rip It Out" (tomada del disco en solitario de Frehley en Kiss), la pista de Kiss "Rocket Ride", con la adición de la pista de estudio "Words Are Not Enough". Poco después llegó un video en vivo grabado en Hammersmith Odeon en Londres, y Frehley's Comet pasó a mediados de 1988 para tocar en una gira por Estados Unidos, esta vez para apoyar a Iron Maiden. Mientras estaba en un concierto en el papel de cabeza de cartel en el Limelight Club de Nueva York en julio, Frehley se unió a sus antiguos amigos de Kiss, Gene Simmons y Paul Stanley, en el escenario para tocar la canción "Deuce". Casi al mismo tiempo, se lanzó el segundo álbum de Frehley's Comet, Second Sighting, que incluía la versión canadiense de Streetheart "Dancing With Danger".
En 1989, después de los planes para el lanzamiento del tercer álbum, Frehley abandonó el título de Frehley's Comet para seguir una verdadera carrera en solitario bajo el nombre de Ace Frehley. El guitarrista lanzó Trouble Walkin, al que asistieron varios invitados como Sebastian Bach y Dave Sabo de Skid Row, y Peter Criss de Kiss. Posteriormente, el grupo se disolvió definitivamente. Frehley se unió a Kiss, quien regresó a la formación clásica en su gira mundial en 1996. En 1997 Megaforce Records, después del gran éxito de la reunión de Kiss, lanzó la recopilación 12 Picks, que incluía seis pistas de Frehley's Comet y seis pistas en vivo del show de Frehley en el Hammersmith Odeon de 1988. El álbum fue compuesto por John Regan.

## Discografía
| Información del álbum | Información del álbum                                                     | Información del álbum |
| --- | ------------------------------------------------------------------------- | --------------------- |
| Frehley's Comet - Álbum de estudio - Editado: 7 de junio de 1987 (Norteamérica) - Producido por: Eddie Kramer y Ace Frehley - Posición más alta en EE. UU.: N.º 43 - Ventas en EE. UU.: n/a                | Singles Extraídos - "Into the Night" - "Calling to You" - "Rock Soldiers" |                       |
| Live + 1 - EP en vivo - Editado: 1 de febrero de 1988 (Norteamérica) - Producido por: Ace Frehley, John Regan, Tod Howarth y Scott Mabuchi - Posición más alta en EE. UU.: N.º 81 - Ventas en EE. UU.: n/a | Singles Extraídos - "Rip It Out"                                          |                       |
| Second Sighting - Álbum de estudio - Editado: 2 de abril de 1988 (Norteamérica) - Producido por: Frehley's Comet y Scott Mabuchi - Posición más alta en EE. UU.: N.º 102 - Ventas en EE. UU.: n/a          | Singles Extraídos - "Insane" - "It's Over Now" - "Separate"               |                       |

## Videografía
| Información del Video                                                                     | Información del Video                                                              | Información del Video |
| ----------------------------------------------------------------------------------------- | ---------------------------------------------------------------------------------- | --------------------- |
| Frehley's Comet Live + 4 - Home Video - VHS - Editado: 19 de marzo de 1988 (Norteamérica) | Videos Extraídos - "Into the Night" - "Rock Soldiers" - "Insane" - "It's Over Now" |                       |